# Heinz Voderberg

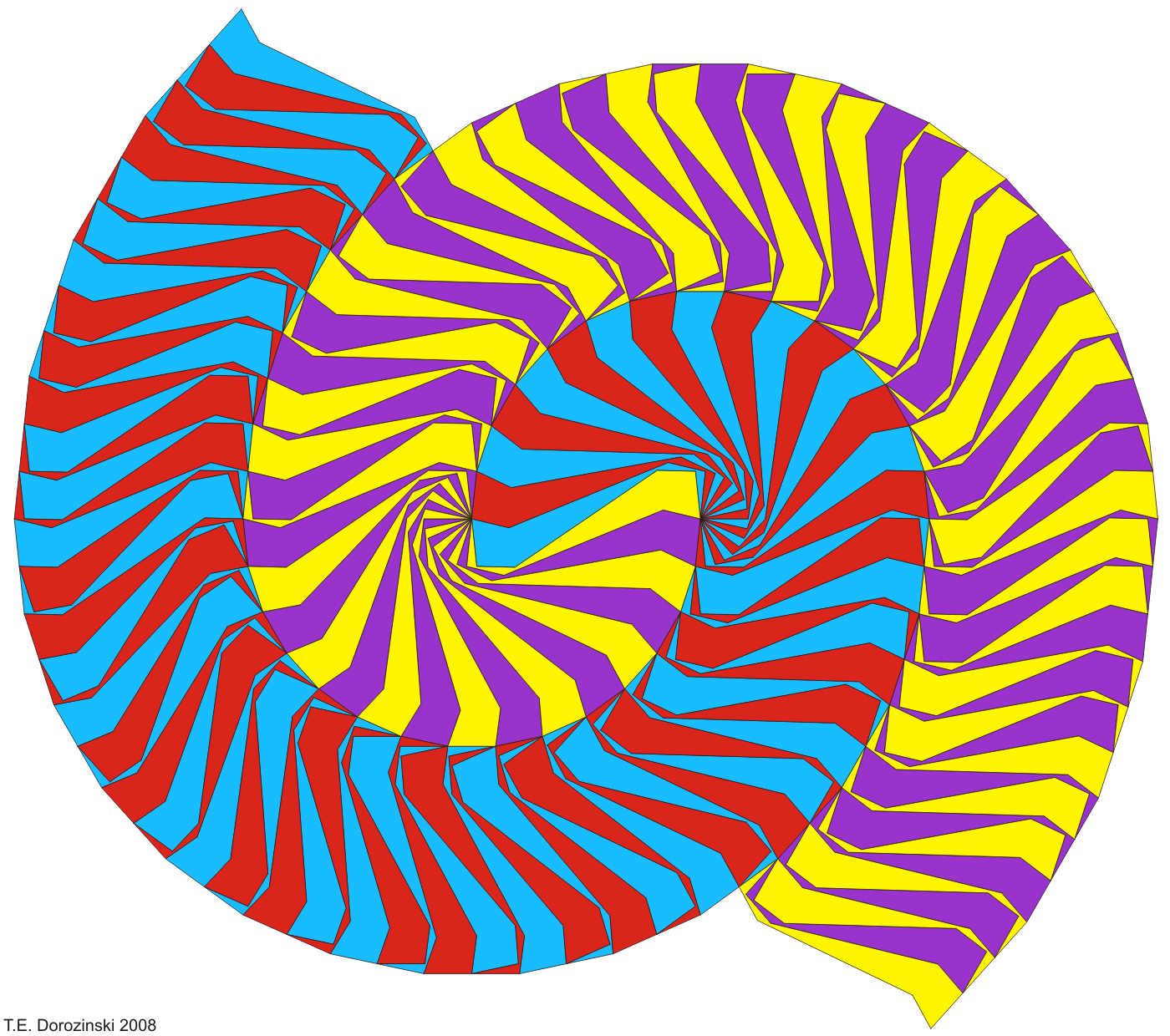
Spiralförmige Parkettierung der Ebene nach Voderberg

Heinz Voderberg (* 1911; † 1945 in Jena) war ein deutscher Mathematiker.
Voderberg studierte bei Karl Reinhardt in Greifswald. Ab 1936 absolvierte er sein Referendariat in Stettin und Greifswald. 1938 wurde er eingezogen und war dann im Zweiten Weltkrieg Soldat. Nach einer Verwundung 1943 war er einige Monate in Jena, wo er mit Robert König über mathematische Geodäsie forschte. Danach war er wieder Soldat und fiel kurz vor Kriegsende, als er und seine Einheit sich ergeben wollten (sein Tod ermöglichte es dem Rest seiner Einheit, in Gefangenschaft zu gelangen). In seiner Zeit als Soldat schrieb er an seiner Dissertation, die er auf Postkarten an seine Frau schickte, die sie dann abtippte. Noch Anfang 1945 korrespondierte er mit Heinrich Heesch.
Voderberg ist bekannt dafür, dass er 1936 als erster spiralförmige Parkettierungen der Ebene fand. Er erzeugte sie mit einem neuneckigen Basisbaustein und löste dabei auch ein Problem, das sein Lehrer Reinhardt für unlösbar hielt. (Man finde zwei kongruente Polygone, die ein Loch so umschließen, dass ein oder zwei zu den vorigen kongruente Polygone genau hineinpassen. Z.B. werden im Zentrum der Abbildung ein blauer und ein gelber Stein gemeinsam von einem violetten und einem roten umschlossen.) Weitere spiralförmige Parkettierungen wurden in den 1970er Jahren von Branko Grünbaum und Geoffrey C. Shephard gefunden und 1980 von Doris Schattschneider und Marjorie Rice.
Er war mit der Botanikerin Käthe Voderberg verheiratet und hatte mit ihr zwei Töchter. Seine Tochter Linda (1938–2022) setzte das Werk ihres Vaters in ihrer Diplomarbeit fort.
Die Voderbergschen Doppelspiralen sind das Logo des Mathematischen Instituts der Universität Greifswald.
Er war Mitglied der Deutschen Mathematiker-Vereinigung.

## Schriften
- Zur Zerlegung der Umgebung eines ebenen Bereiches in kongruente, Jahresbericht der Deutschen Mathematiker-Vereinigung, Band 46, 1936, S. 229–231